# Randstad

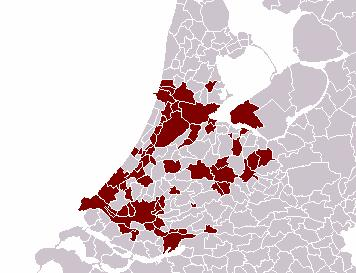
Principals municipis del Randstad. Noti's les àrees ressaltades no corresponen només als principals nuclis urbans sinó a la totalitat dels seus municipis.

El Randstad (Ciutat de la Vora) és una aglomeració urbana de l'oest dels Països Baixos. També anomenada Deltametropool (Metròpoli del Delta, referint-se al delta conjunt del Rin i el Mosa), consisteix en una sèrie de ciutats que envolten una àrea menys urbanitzada, anomenada Groene Hart (Cor Verd), i constitueix, amb 7,1 milions d'habitants, una de les aglomeracions més importants d'Europa.
El Randstad abraça àrees de les següents 4 províncies: Holanda del Nord, Holanda del Sud, Utrecht i Flevoland. Les ciutats més importants són (des del nord, i en sentit horari): Haarlem, Amsterdam, Almere, Utrecht, Rotterdam, Dordrecht, Delft, la Haia i Leiden.
En aquesta àrea s'hi concentra la gran major part de les infraestructures i riquesa dels Països Baixos, des d'aeroports com Schiphol, ports com el de Rotterdam o universitats com les de Leiden, Utrecht o Delft. Les províncies d'Holanda i Utrecht, per exemple, generen la meitat del PIB neerlandès amb només el 44% de la seva població  Arxivat 2005-02-23 a Wayback Machine..